# 南贡隔距兰
南贡隔距兰（学名：Cleisostoma nangongense）为兰科隔距兰属下的一个种。

## 扩展阅读
- 維基物種上的相關：南贡隔距兰